# Roussy-le-Village

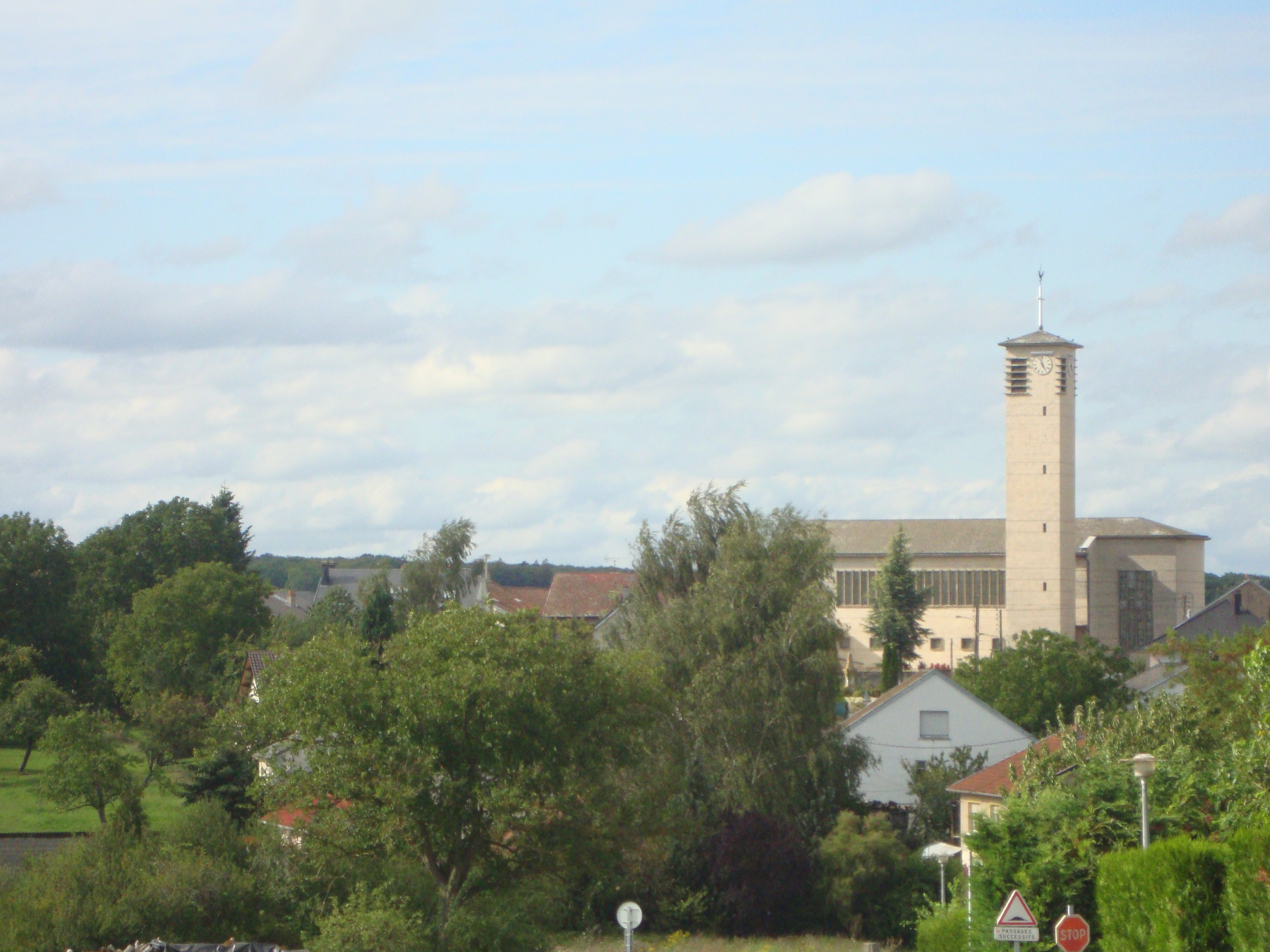
Kirche St. Denis

Roussy-le-Village (deutsch Rüttgen, lothringisch Rëttgen) ist eine französische Gemeinde mit 1559 Einwohnern (Stand 1. Januar 2022) im Département Moselle in der Region Grand Est (bis 2015 Lothringen).

Die Einwohner nennen sich Rodossyens. Ihre Spitznamen sind „Die Ranger Klepper“ und „Die Hu’eren“ (Habichte).

## Geographie
Roussy liegt im historischen Lothringen, etwa zehn Kilometer nördlich von Thionville (Diedenhofen), nahe der Grenze zu Luxemburg. An der Nordgrenze der Gemeinde liegt der Hof Sainte-Cécile (Sankt Cäcilienhof) und östlich des Dorfs der Weiler Burg Rüttgen.
Die Ortschaft ist von großen Waldgebieten umgeben.

## Geschichte
Der Ort gehörte früher zum Bistum Metz und wurde 1769 Frankreich einverleibt.
Die Burg Rüttgen östlich des Dorfs, von der nur noch eine Ruine besteht, hatte den Herren von Rüttgen gehört. Aus deren Familie stammte Mathilde von Rüttgen, die 1411 Priorin des Klosters Marienthal bei Mersch in Luxemburg gewesen war.
Durch den Frankfurter Frieden vom 10. Mai 1871 kam die Region an das deutsche Reichsland Elsaß-Lothringen. Das Dorf gehörte zum Kreis Diedenhofen-Ost im Bezirk Lothringen. Nach dem Ersten Weltkrieg musste die Region aufgrund der Bestimmungen des Versailler Vertrags 1919 an Frankreich abgetreten werden und wurde Teil des Département Moselle. Im Zweiten Weltkrieg war die Region von der deutschen Wehrmacht besetzt.
1812 wurde der Weiler Roussy-le-Bourg (Burg Rüttgen) eingemeindet, 1826 Dodenom (Dodenhofen).

### Bevölkerungsentwicklung
| Jahr      | 1962 | 1968 | 1975 | 1982 | 1990 | 1999 | 2007 | 2015 | 2019 |
| --------- | ---- | ---- | ---- | ---- | ---- | ---- | ---- | ---- | ---- |
| Einwohner | 621  | 614  | 677  | 794  | 934  | 962  | 1142 | 1332 | 1408 |

## Sehenswürdigkeiten
- Burgruine
- Dorfkirche, mit Grabstätten der Grafen von Roussy und Custine (des Vaters des Generals Adam-Philippe de Custine)[2]

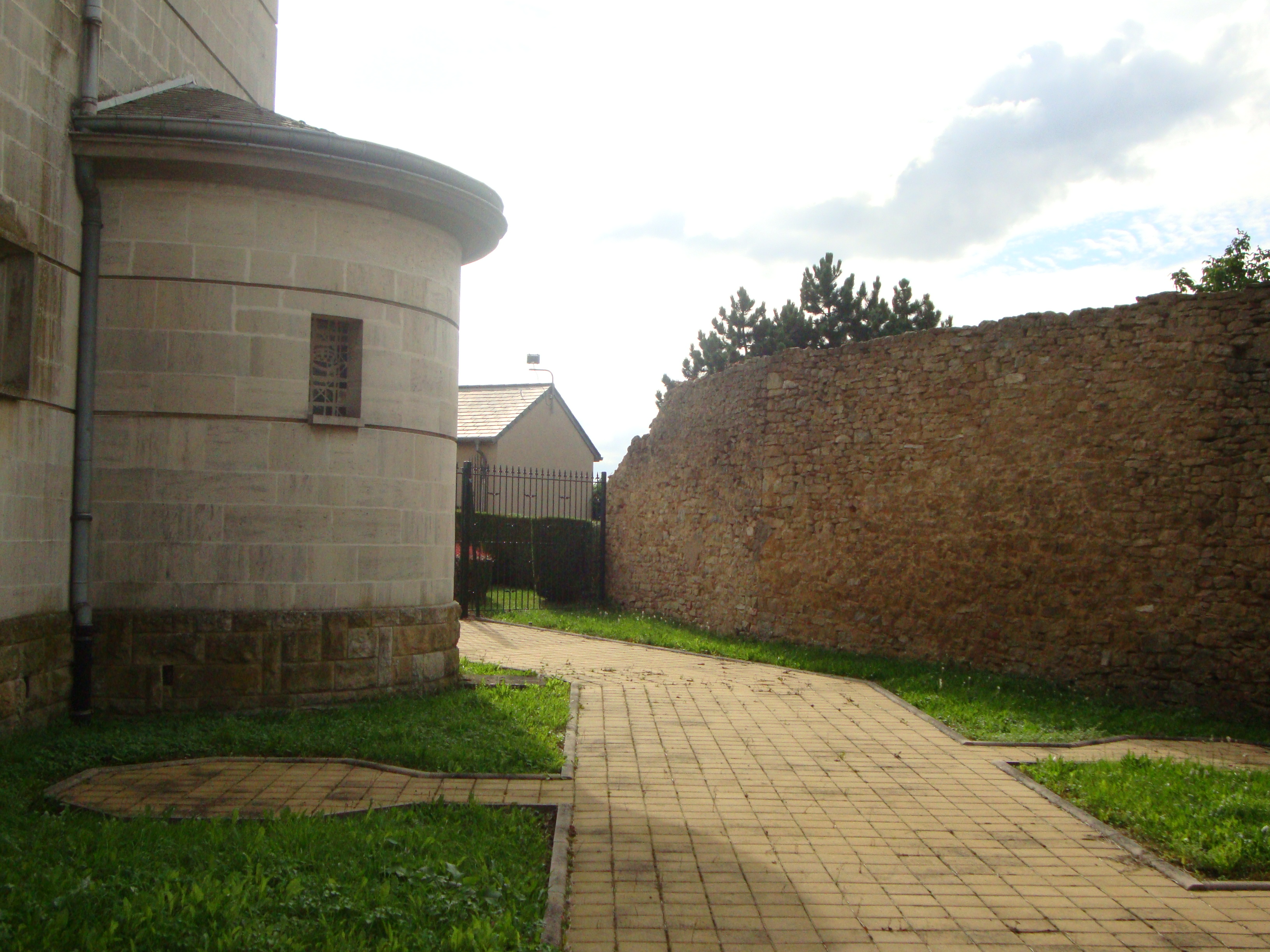
Mauerrest der Burgruine (rechts im Bild)
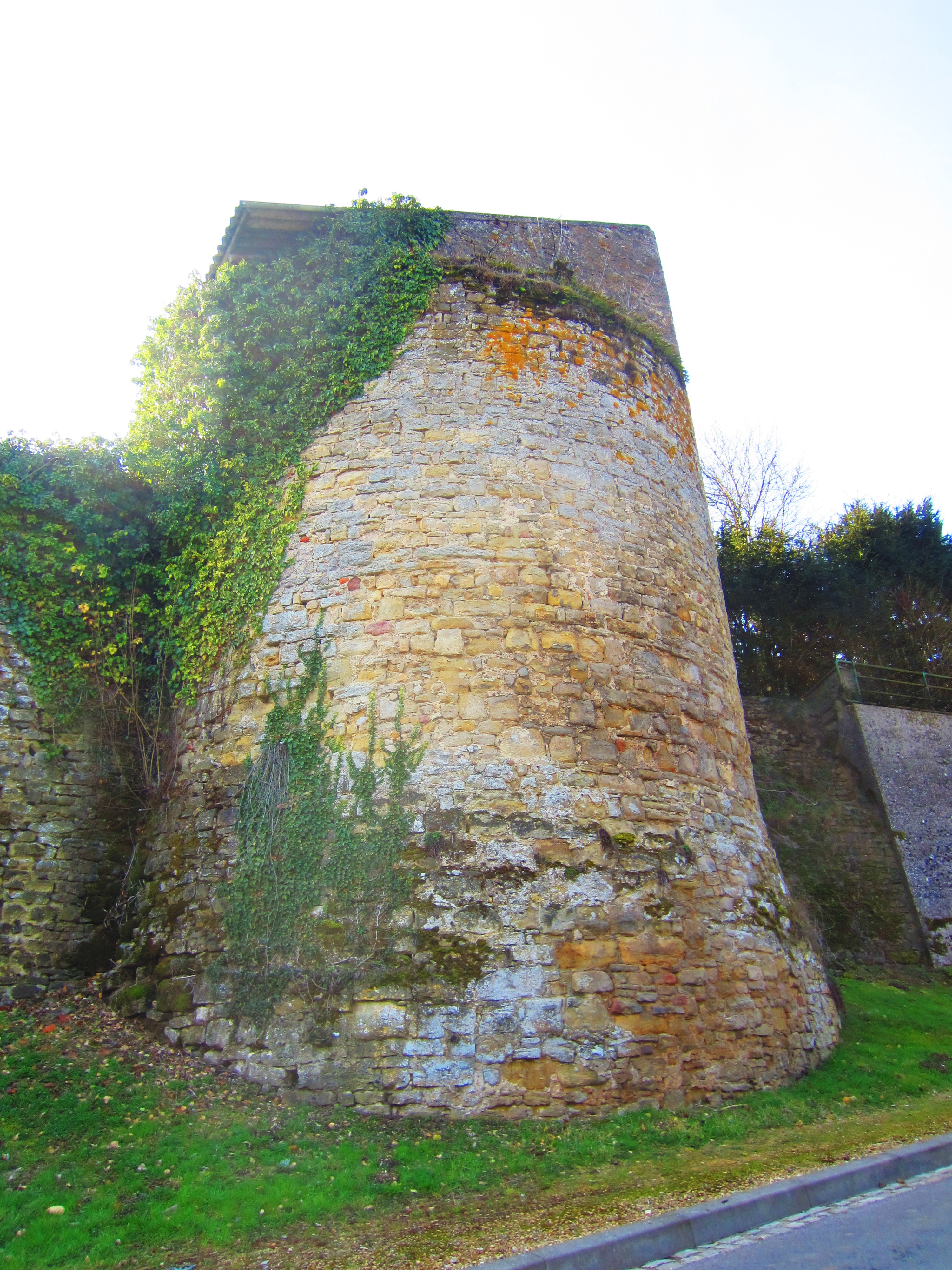
Gebäudeteil der Burgruine
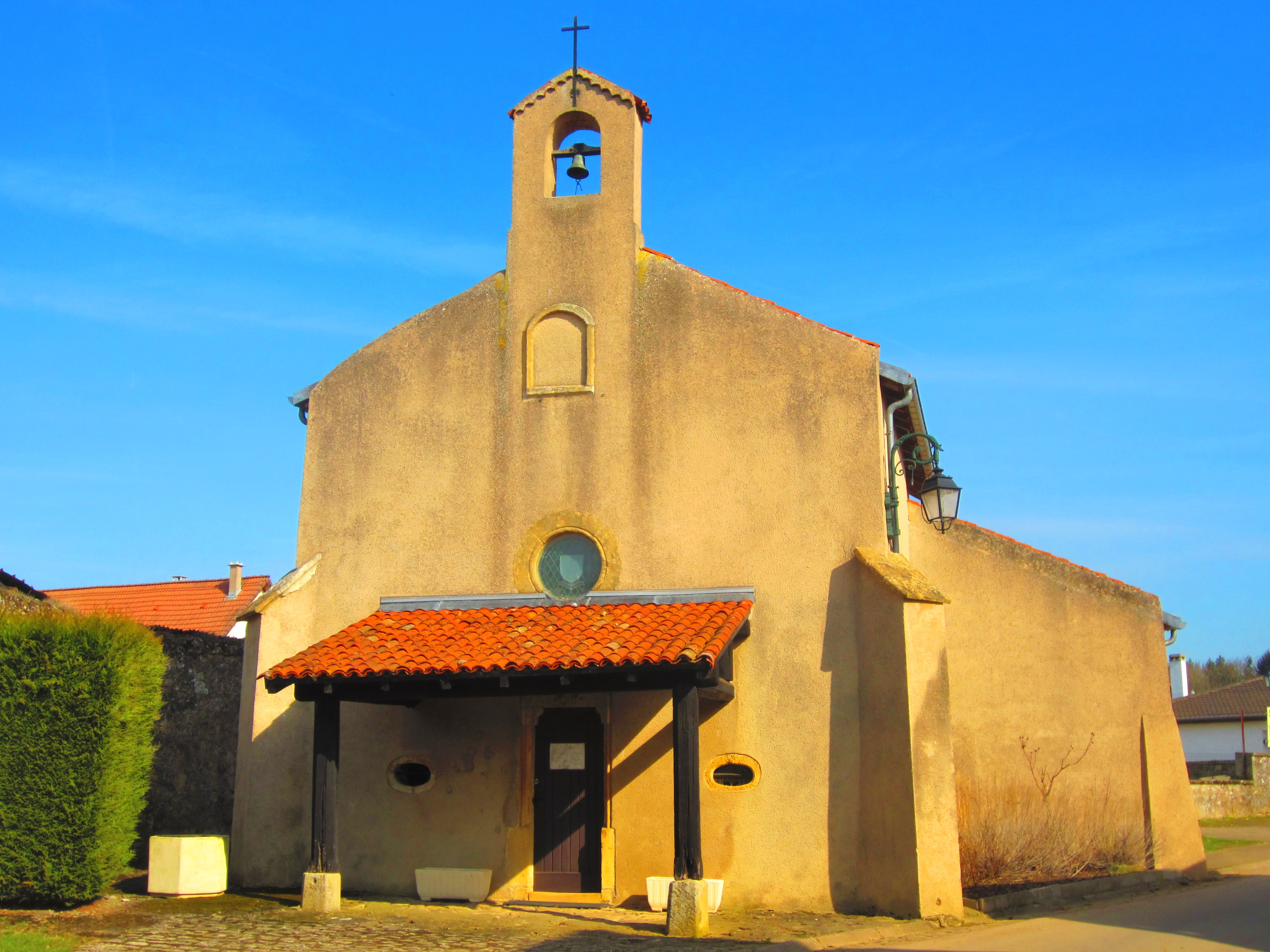
Kapelle in dem Weiler Burg Rüttgen

## Persönlichkeiten
- Nikolaus Jung (1852–nach 1924), Abgeordneter im Landtag des Reichslandes Elsaß-Lothringen